# St.-Gertruds-Kapelle (Trzebiatów)

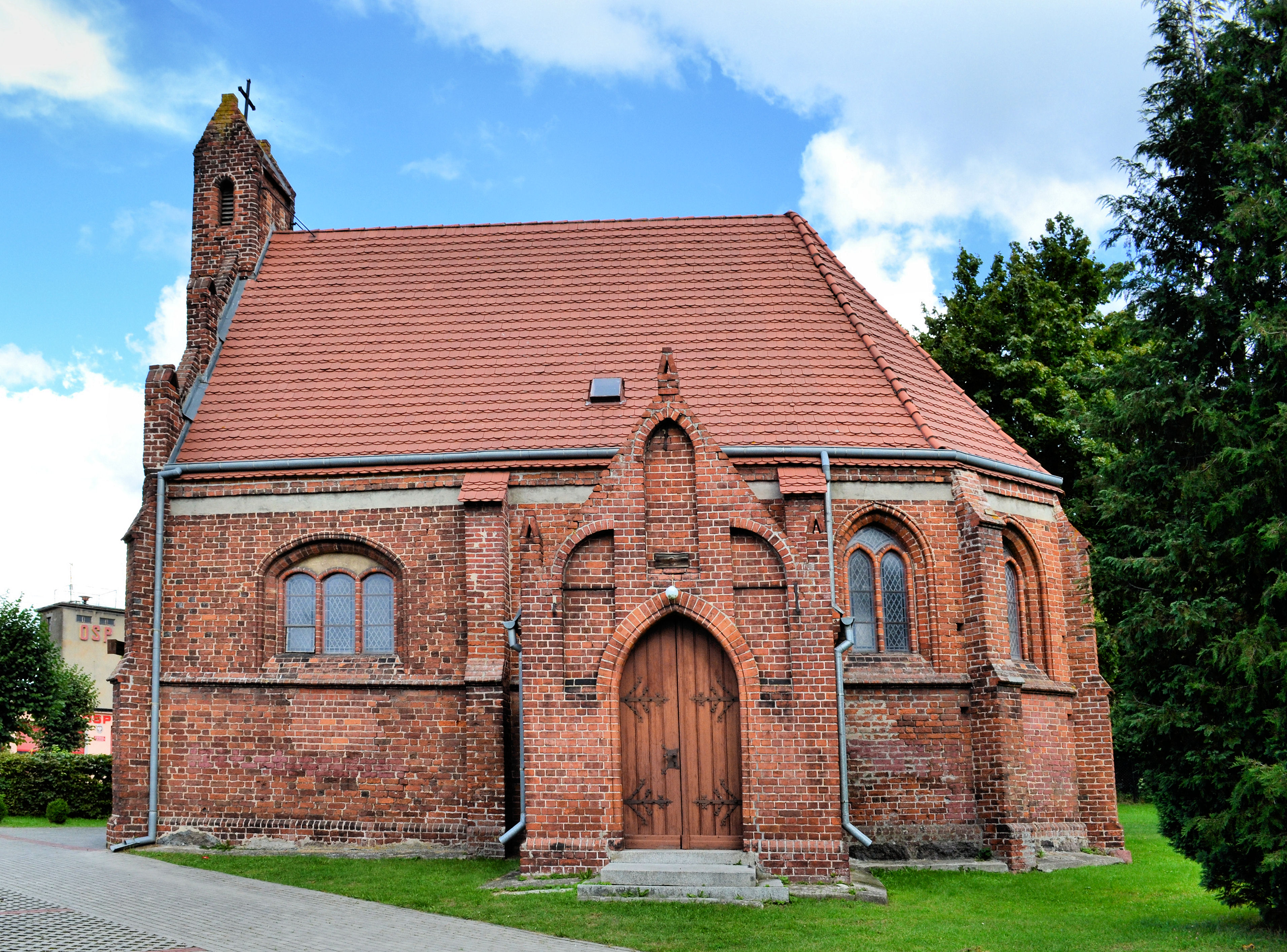
Trzebiatów, St.-Gertruds-Kapelle

Die St.-Gertruds-Kapelle (offiziell Kirche der heiligen Apostel Petrus und Paulus, polnisch Cerkiew pw. Świętych Apostołów Piotra i Pawła) ist eine griechisch-katholische Kapelle in Trzebiatów (früher Treptow an der Rega) in Pommern. Sie war ursprünglich eine Hospitalkapelle.

## Lage
Die Kapelle liegt südwestlich der mittelalterlichen Stadtmauer an der Straße nach Gryfice (Greifenberg).

## Geschichte
Im 14. Jahrhundert, wahrscheinlich kurz nach 1348, wurde ein Gertrudshospital durch den Rat der Stadt Treptow gegründet. Dieses diente offenbar vor allem für die Aufnahme von auswärtigen Armen, Kranken und Reisenden (hospitale pauperum).
Im 17. Jahrhundert wurden die Hospitalgebäude abgerissen. Im frühen 19. Jahrhundert wurde die Kapelle kurzzeitig als Montagehalle genutzt. 1898 wurde sie als evangelische Friedhofskapelle eingeweiht.
Seit 1925 war sie eine Kirche für römisch-katholische Saisonarbeiter.
1957 wurde sie der griechisch-katholischen Kirche in Polen übergeben und ist seitdem Kirche für ukrainische Gemeindemitglieder.

## Architektur

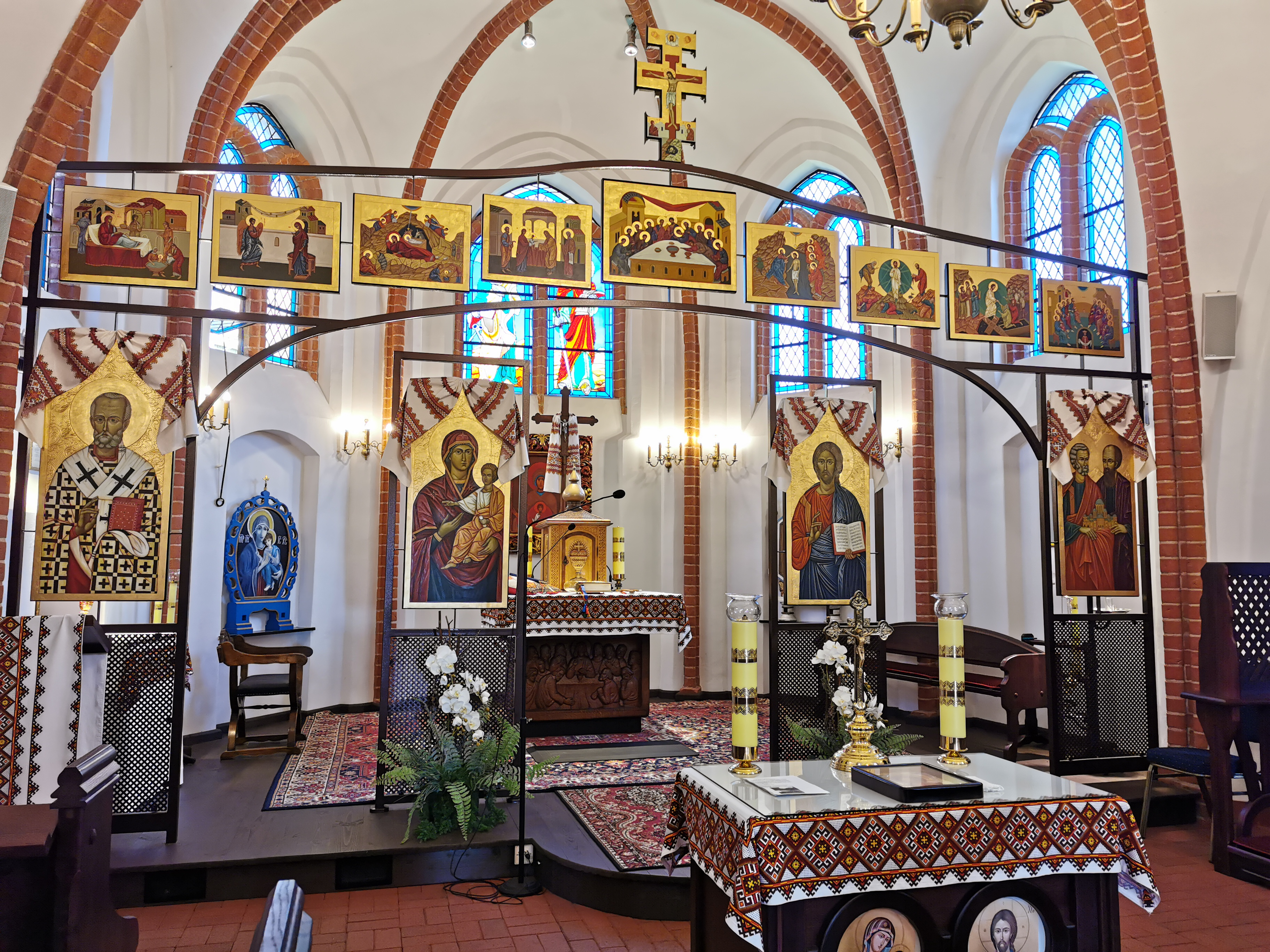
Ikonostase im Altarraum

Die Kapelle ist ein einschiffiger spätgotischer Backsteinbau mit einem polygonalen Chor und einem schmalen Westturm.
Im Innern gibt es eine kleine Ikonostase und eine Westempore.